# Muntanyes Gutin
Les muntanyes Gutin (en romanès: Munții Gutâi; en hongarès: Gutin-hegység; ucraïnès: Гутинський масив) són una serralada dins de la zona de Vihorlat-Gutin dels Carpats Orientals Interiors. Estan centrats al comtat de Maramureș a Romania, limitant amb el comtat de Satu Mare, i també s'estenen més cap al nord-oest com les muntanyes d'Oaș, arribant a la frontera amb l'oblast de Zakarpattia a Ucraïna.
La seva muntanya més alta és pic Gutâi (1443 m). Les seccions nord de les muntanyes Gutin contenen la cadena muntanyosa volcànica Creasta Cocoşului (pinta del gall).

## Vegeu també

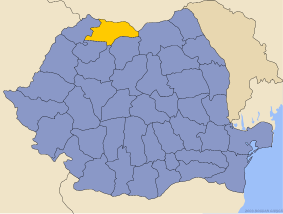
Comtat de Maramureș a Romania

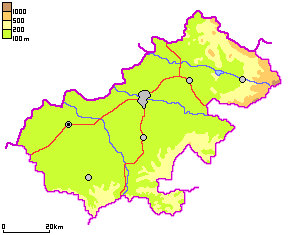
Comtat de Satu Mare a Romania, amb les muntanyes Gutin i les muntanyes Oaș situades a les seves fronteres oriental i nord